# Ardynomys
Ardynomys és un gènere extint de mamífers rosegadors de la família dels cilindrodòntids que visqueren a Àsia i Nord-amèrica des de l'Eocè superior fins a l'Oligocè inferior, fa entre 27,3 i 37 milions d'anys. Se n'han trobat restes fòssils al Canadà, els Estats Units, el Kazakhstan, Mongòlia i la Xina. Tenien el crani protrogomorf, és a dir, el múscul masseter medial era petit i anava des del centre de l'arc zigomàtic fins a la seva inserció al maxil·lar inferior prop de l'extrem de les dents molars. El nom genèric Ardynomys significa ‘ratolí d'Ardyn’ i es refereix a la formació d'Ergilin Dzo, on en fou trobat l'holotip, que aleshores es coneixia com a formació d'Ardyn Obo.